# Het Gebouw
Het Gebouw was een radioprogramma dat van 1984 tot 1993 wekelijks op vrijdagochtend en -middag werd uitgezonden door de VPRO, via de zender 'Hilversum 2 aan zee', vanuit de villa Het Gebouw te Hilversum.

## Geschiedenis
In 1984 kreeg de VPRO de B-status en in de nieuwe radioprogrammering was deze langste wekelijkse informatieve marathonuitzending een nieuw element. Op 12 oktober van dat jaar werd de eerste uitzending van Het Gebouw uitgezonden. De uitzendingen waren eerst op Hilversum 2 en later op Radio 1 en Radio 5 te beluisteren. Het programma begon na het ANP-nieuws van zeven uur 's morgens en eindigde om 16.30 uur. De lengte van deze rechtstreekse radio-uitzendingen van 9½ uur kon in die tijd als vernieuwend worden gezien.
Het programma werd gemaakt door circa veertig presentatoren en journalisten.
De luisteraars werden door fictieve ruimten op de derde verdieping van een van de VPRO-villa's aan de 's Gravenlandseweg te Hilversum meegenomen en getrakteerd op actualiteiten, reportages, commentaren, columns, memo's en interviews, maar ook op komische intermezzo's. Het programma bevatte onderdelen als het Marathoninterview en Standplaats NL, die later een zelfstandige plek in de radioprogrammering zouden vinden. Het satirische televisieprogramma Jiskefet kan beschouwd worden als een voortzetting van het absurdistische radioprogramma Borát en zijn vervolg met wezenloze tweegesprekken in Het Gebouw Borát-Hoekje.
In 1993 werd de laatste aflevering uitgezonden. Het gebouw waarin de opnamen plaatsvonden werd midden jaren negentig gesloopt.

## Medewerkers
Het programma stond onder leiding van Ronald van den Boogaard en vanaf 1986 van Henk van Hoorn. Bedenker van de Gebouwformule was Peter Flik, tevens verantwoordelijk voor de regie. De centrale presentatie was afwisselend in handen van Rik Zaal, Felix Rottenberg, Stan van Houcke en Harmke Pijpers. Omroeper Cor Galis speelde een voorname rol door zijn onnavolgbaar uitgesproken commentaarteksten en memo's. Andere bekende medewerkers waren John Jansen van Galen, Arie Kleijwegt, Walter Slosse en Philippe Scheltema.
De binnenlandse reportages en interviews waren van de hand van Ton van der Graaf, Ger Jochems, Hans Simonse, Marten Minkema, Max Sipkes en Anton de Goede. De buitenlandse reportages werden uitgezonden door de 'Afdeling NL' onder verantwoordelijkheid van Roel van Broekhoven, Djoeke Veeninga, Fieneke Diamand, Chris Kijne, Jan Donkers en Dini Bangma.
In de loop van de vele jaren van Het Gebouw heeft bestaan hebben honderden journalisten, schrijvers en columnisten bijdragen geleverd aan het programma, zoals onder vele anderen Feike Salverda, Geert Mak, Theo Uittenbogaard, Kiki Amsberg, Marjan Luif, Lida Iburg, Michal Citroen, Ischa Meijer, Klaas Vos, Anton Constandse, Wim T. Schippers/Jacques Plafond, Rik Zaal en Rogier Proper. Verder was het humoristische DPA (Dorrestijns Pers Agentschap), gepresenteerd door Hans Dorrestijn, een bekend ingrediënt.

## Vaste rubrieken
Vaste rubrieken vanaf de eerste uitzending waren naast DPA onder andere:
- De Koffer
- Brief uit Nicaragua
- Standplaats... (3 maanden verslag uit een hoofdstad van een ontwikkelingsland)
- Onderzoek
- Euroburo, verkenningen in het oosten van Europa
- Kwesties
- Ondervragingen
- De Afloop
- Symposium
- Het Marathoninterview

## Oral History
Ooggetuigenverslag uitgezonden in Het Gebouw van het Bombardement op Dresden (Theo Uittenbogaard/VPRO/1985) oorspronkelijke uitzending:  en transcriptie: 

## Herkenningstune
De herkenningstune was van Justine, het openingsnummer van het album Marquis de Sade van Bruno Nicolai in de uitvoering van het orkest van diezelfde Nicolai.

## Publicaties
Een deel van de interviews uit de rubriek "Het Marathoninterview" werd later gebundeld en uitgegeven door Aukje Holtrop als "Het Grote Marathon Interview Boek" bij uitgeverij Atlas Contact. 